# ワーク・ライフ・バランス

OECD各国における一日の時間配分（15-64歳人口）。
赤は有償労働、橙は無償労働、青はパーソナルケア、緑はレジャー。

ワーク・ライフ・バランス（英: work–life balance）とは、ひとりひとりの人が自分の時間を、仕事とそれ以外で、どのような割合で分けているか、どのようなバランスにしているか、ということ。英語辞書コリンズに掲載されている定義では、ひとりひとりの人が、日々をどのように構成しているか、たとえば仕事に何時間つかい、友人との交流や趣味の活動に何時間つかっているか、ということ。
仕事と、仕事以外の生活（友人関係、家族関係、趣味など）に関しての、日々の時間の割合・比率。
「働きすぎ」に陥らず、友人・家族などとの時間や趣味などに時間をしっかりと割り当てることで心身を健康に保ち、過労死や自殺を防ぐことを目的とする。
日本では「仕事と生活の調和」とも訳される。
日本の内閣府は「国民一人ひとりがやりがいや充実感を持ちながら働き、仕事上の責任を果たすとともに、家庭や地域生活などにおいても、子育て期、中高年期といった人生の各段階に応じて多様な生き方が選択・実現できること」と解釈をしている。
学術的には、ワーク・ライフ・バランスの重要性が、複数の質の高い証拠とされる統計的多文献分析や体系的な見解を示した系統的レビュー論文によって支持されている。このため、ワーク・ライフ・バランス政策は重要である。ワーク・ライフ・バランスと柔軟な勤務形態は幸福にとって重要であり、幸福もまた成功に繋がるという。したがって、モバイルワークは重要であり、テレワークは生産性や幸福感などを高めるが、テレワークに適さない人もいる。2023年の系統的レビュー論文によれば、人工知能はワーク・ライフ・バランスの改善に役立つ可能性がある。

## 概説
仕事・労働は、賃金を得るための生活の糧であり、個々の暮らしを支える重要なものである。また、充実した生活・人生を送るための糧でもあり、仕事・労働にやりがいや生きがいを見出すことも大切な要素である。
しかし近年は仕事のために他の私生活の多くを犠牲にしてしまう仕事中毒（ワーカホリック）状態となり、心身に疲労を溜め込みうつ病に代表される精神疾患を患ったり、過労死や自殺に至ったり、家庭を顧みる時間がなくなることで家庭崩壊に陥るなどの悲劇を生む事例が後を絶たなくなった。
仕事をしなければ収入が得られず、経済的に困窮する原因となる。逆に時間の大半を仕事に費やす長時間労働では心身の健康を害するほか、家庭や地域との和を乱す原因ともなる。これらを両立するには、仕事と（その他の）生活のバランスを取ることが必要である。
仕事と生活のバランスを崩したことで起こる悲劇の急増は、国民（労働者）にとって日々の私生活や将来への大いなる不安を抱かせることになり、却って社会の活力を低下させてしまうことになる。さらには多忙で安定した生活ができないことにより出生率低下・少子化に繋がり、人口を減らす原因となってしまうとも考えられている。
こうしたことから、仕事と生活のアンバランスが原因で引き起こされる多くの悲劇を抑えようと、「仕事と生活の調和」、ワーク・ライフ・バランスが叫ばれるようになった。

## 各国の状況
OECD各国においては、フルタイム労働者は一日あたり14-16.5時間の休息を取っており、これにはレジャーや個人ケア、睡眠などが含まれる。最長はイタリアの16.5時間、最短は日本の14時間であった 。また、女性よりも男性のほうが平均して30分長かった。
カナダでは首相のジャスティン・トルドーが国家に仕えるためにはワーク・ライフ・バランスが必要であると強調している
大韓民国では、2018年から政府による長時間労働の是正や最低賃金の引き上げが行われた。しかしながら、労働時間の短縮で少なくなった給料を補うために仕事を掛け持ちする労働者が増加したほか、時給アップに耐えられないとして労働者が解雇されるなど弊害が見られた。

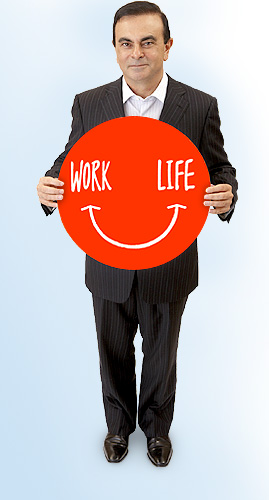
「仕事と生活の調和推進プロジェクト」に参画しワーク・ライフ・バランスを訴える日産自動車元社長カルロス・ゴーン

日本では少子化対策・男女共同参画の文脈で語られることが多いが、出生率向上・男女均等政策のみならず、労働時間政策、非正規労働者政策など働き方の全般的な改革に関わる。
2007年（平成19年）12月18日、政府、地方公共団体、経済界、労働界の合意により、「仕事と生活の調和（ワーク・ライフ・バランス）憲章」が策定され、政府は、ワーク・ライフ・バランス推進のため、国民運動「カエル!ジャパン キャンペーン」を開始した。

### 労働環境の実態とワークライフバランス
日本は国際労働機関の労働時間に関する条約（1号、30号、47号、153号など）を1つも批准しておらず、時間外労働の要請条件さえ満たせば労働時間の上限はなくすことができる（労働基準法第33条第1項、第33条第3項、第36条第1項）。日本では時間外労働の条件として残業代（割増賃金）を支払うことが法律上必須（労働基準法第37条第1項）とされ、これを支払わない使用者に適用される罰則も規定されている（労働基準法第119条）が、サービス残業が横行する事業所もあり、さらには休暇日数も少なめで、年次有給休暇の取得率が他先進国よりも著しく低い（有給休暇に関する条約（132号）も日本は批准していない）。
日本特有の長時間労働はしばしば貿易摩擦の原因となり、日本と欧米諸国を比較した際の労働時間水準の差が不公平競争として欧米諸国より批判された。そのため、政府が1987年の労働基準法改正より10年をかけて原則週40時間制（2012年現在も例外有：労働基準法第36条、131条など）とした。よって、この労働時間短縮そのものはワーク・ライフ・バランスの取り組みとは関係がない。
HSBCホールディングスの国際バンキング部門、HSBC EXPAT調べによる「海外勤務にベストな国ランキング」2016年版において、日本は調査対象45の国と地域の中で20位であったが、この「ワーク・ライフ・バランス」においては最下位であった。

## 関連文献・記事
- CiNii>ワーク・ライフ・バランス